# Huangbaiyuanxiang (ort i Kina, Shaanxi, lat 33,81, long 107,51)
Huangbaiyuanxiang är en ort i Kina. Den ligger i provinsen Shaanxi, i den nordvästra delen av landet, omkring 140 kilometer väster om provinshuvudstaden Xi'an. Antalet invånare är 1 768. Befolkningen består av 795 kvinnor och 973 män. Barn under 15 år utgör 12,0 %, vuxna 15-64 år 77 %, och äldre över 65 år 9,0 %.
Runt Huangbaiyuanxiang är det ganska tätbefolkat, med 111 invånare per kvadratkilometer. Närmaste större samhälle är Erlangbaxiang, 12,7 km sydväst om Huangbaiyuanxiang. I omgivningarna runt Huangbaiyuanxiang växer i huvudsak blandskog.
Genomsnittlig årsnederbörd är 962 millimeter. Den regnigaste månaden är juli, med i genomsnitt 192 mm nederbörd, och den torraste är december, med 2 mm nederbörd.